# Cerani
Cerani (cyr. Церани) – wieś w Bośni i Hercegowinie, w Republice Serbskiej, w gminie Derventa. W 2013 roku liczyła 1028 mieszkańców.